# Серији (Ко-д`Ор)
Серији (фр. Cérilly) насеље је и општина у источном делу централне Француске у региону Бургоња, у департману Златна обала која припада префектури Монбар.
По подацима из 2011. године у општини је живело 273 становника, а густина насељености је износила 19,64 становника/km². Општина се простире на површини од 13,9 km². Налази се на средњој надморској висини од 228 метара (максималној 273 m, а минималној 214 m).

## Демографија
| 1962. | 1968. | 1975. | 1982. | 1990. | 1999. | 2011. |
| ----- | ----- | ----- | ----- | ----- | ----- | ----- |
| 243   | 247   | 252   | 268   | 247   | 242   | 273   |

График промене броја становника у току последњих година